# Wieniec pogrzebowy

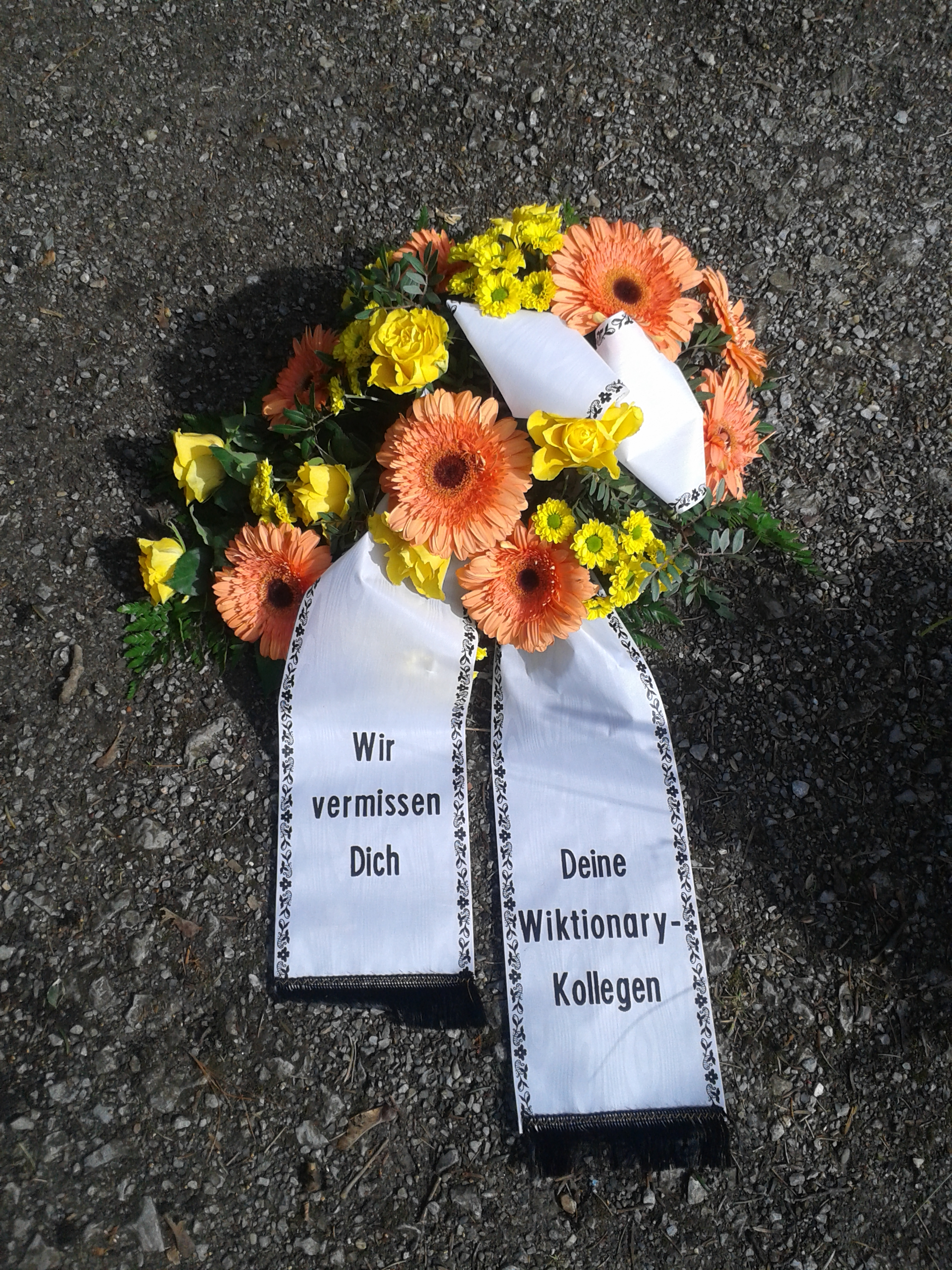
Wieniec z wstęgą

Wieniec pogrzebowy – wiązanka kwiatowa, niesiona zazwyczaj przez rodzinę i przyjaciół zmarłego. Najczęściej składa się z kwiatów w stonowanych kolorach, spiętych wstążką z dedykacją np. "Kochanemu Dziadkowi – wnuki". Kwiaty w wieńcu mogą być sztuczne (plastikowe) lub żywe (prawdziwe). Po przejściu konduktu wieńce są składane na grobie zmarłego.